# Ponorka typu 039
Ponorka typu 039 (v kódu NATO třída Song) je třída diesel-elektrických ponorek Námořnictva Čínské lidové osvobozenecké armády. Jejich hlavními úkoly jsou ničení nepřátelských ponorek a hladinových lodí. Sekundárně též provádí průzkum, hlídkování a kladení min. Jedná o vůbec první ponorky vyvinuté přímo v ČLR. Celkem bylo postaveno 13 jednotek této třídy. Následně výroba přešla na výkonnější typ 039A (třída Yuan).

## Pozadí vzniku

Ilustrace ponorky typu 039

Ponorky typu 039 byly vyvinuty jako náhrada zastaralých ponorek typu 033 (třída Romeo) a typu 035 (třída Ming). Zlepšení vztahů ze Západem umožnilo využít některé zahraniční technologie (francouzské sonary, německé diesely aj.). První čtyři jednotky postavila loděnice Wuchang ve Wu-chanu. Prototypová jednotka (č. 320) byla stavěna od roku 1992, dne 25. května 1994 byla spuštěna na vodu a v květnu 1996 vstoupila do služby. Vážné nedostatky v její konstrukci, mimo jiné snížující rychlost pod hladinou a zvyšující hlučnost, si vynutily úpravu konstrukce následujících plavidel. Neosvědčila se stupňovitá velitelská věž prototypu.
Na ní navázaly tři ponorky vylepšené verze typ 039G. Velitelská věž byla překonstruována, snížila se jejich hlučnost a došlo ke zvýšení výkonů při plavbě pod hladinou. První (č. 321) byla rozestavěna roku 1995, na vodu spuštěna v srpnu 1997 a do služby přijata roku 1999. Druhá (č. 322) byla rozestavěna roku 2001 a třetí (č. 323) roku 2003. V letech 2004–2006 loděnice Wuchang a Jiangnan v Šanghaji na vodu spustily dalších 9 ponorek finální verze typ 039G1.

## Konstrukce

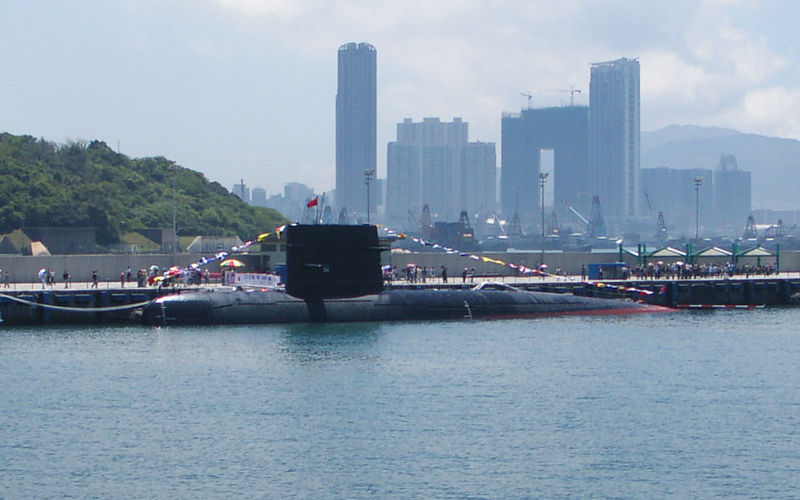
Ponorka typu 039

V konstrukci ponorek byly propojeny čínské a západní technologie (například francouzský sonar Thomson-CSF TSM-2233 či německé motory společnosti MTU). Trup ponorky ma kapkovitý tvar a je pokryt materiálem pohlcujícím vlny sonaru. Hlavní výzbroj tvoří šest 533mm torpédometů. Mohou nést akusticky naváděná torpéda typů Yu-3, Yu-4 a Yu-6 či podzvukové protilodní střely YJ-82 s dosahem 80 km. Ponorka pojme až 20 dlouhých zbraní (jiný pramen uvádí 24) či 36 min. Pohonný systém tvoří tři diesely MTU 16V 396SE84 (vyráběné čínskou společností Shaanxi) pohánějící jeden sedmilistý lodní šroub. Dále jsou vybaveny čtyřmi alternátory a elektromotorem. Nejvyšší rychlost dosahuje 15 uzlů na hladině a 22 uzlů pod hladinou. Ponořit se může do hloubky 300 metrů.